# De nachtmerrie
De nachtmerrie (originele Engelse titel: The Nightmare) is een schilderij van de Zwitsers-Engelse kunstschilder Johann Heinrich Füssli, gemaakt in 1781, 101,6 × 126,7 centimeter groot. Het toont een vrouw in een angstdroom met een incubus op haar borst en geldt als een schoolvoorbeeld van de vroeg-romantiek. Het behoort tot de collectie van het Detroit Institute of Arts.

## Context
In 1779, kort nadat hij in Londen arriveerde, werd Füssli hartstochtelijk verliefd op de jonge Anna Landholdt, een nichtje van zijn boezemvriend de dichter-filosoof Johann Kaspar Lavater. Tijdens deze periode verwoordde hij zijn seksuele fantasieën over haar in een bewaard gebleven brief aan Lavatar:
"Afgelopen nacht had ik haar in mijn bed - husselde mijn nachtkleding door elkaar tot een hoop - wond mijn hete en vast gesloten handen om haar heen - liet haar lichaam en ziel versmelten met de mijne - liet mijn geest in haar stromen, mijn adem en mijn kracht. Iedereen die haar nu aanraakt maakt zich schuldig aan overspel en bloedschande! Ze is de mijne, ik de hare. En hebben zal ik haar..."
Füssli's liefde voor Landholdt bleef echter onbeantwoord. Hij deed haar een huwelijksaanzoek, maar werd afgewezen, naar het schijnt ook omdat haar vader tegen een huwelijk was. Korte tijd later trouwde ze met een vriend van de familie.
Landholdt liet Füssli echter niet los. In 1781 vereeuwigde hij haar in De nachtmerrie.

## Afbeelding, duiding en stijl
De nachtmerrie toont een jonge vrouw in een luchtig gewaad die extreem uitgerekt op een bed ligt, terwijl haar hoofd en armen over de rand heen naar beneden hangen. Boven op haar buik zit een incubus, een wezen waarvan vroeger vaak gedacht werd dat het nare dromen veroorzaakte. Het paard dat spookachtig zijn hoofd tussen de gordijnen doorsteekt, staat symbool voor nachtelijk bezoek.
Indachtig de titel van het werk zou de vrouw een nachtmerrie moeten hebben. De aanwezigheid van de incubus heeft iets huiveringwekkends, maar tegelijkertijd is de aperte seksualiteit in haar houding onmiskenbaar (het lijkt welhaast alsof ze een orgasme heeft). Het gegeven dat Füssli kort voor de vervaardiging van het schilderij werd afgewezen door Anna Landholdt, geeft voeding aan de theorie dat het schilderij gezien moet worden als een daad van seksuele wraakneming: hij zal haar blijven achtervolgen. Tegelijkertijd kan het geïnterpreteerd worden als een sublimatie van zijn onbevredigde seksuele driften. De afgebeelde vrouw is naar alle waarschijnlijkheid Landholdt zelf. Op de achterzijde van het schilderij staat een eerder geschilderd portret van haar.
Füssli's stijlhistorische betekenis zit hem in de vroeg-romantische schildertrant, die gekenmerkt wordt door de griezelige, dramatische uitstraling van het tafereel. De invloed van de Angelsaksische spookverhalen uit die tijd is overduidelijk, maar toch is het geen illustratie van een specifieke gebeurtenis of verhaal. Veeleer is het een weergave van een abstract idee, waarbij vrouwelijke schoonheid, angst en seksualiteit aan elkaar worden gekoppeld. In de twintigste eeuw was het schilderij veelvuldig onderwerp van psychoanalytische interpretaties. Sigmund Freud beschouwde De nachtmerrie als bij uitstek representatief voor de sublimatie van seksuele verlangens en had een geëtste kopie van het werk in zijn Weense appartement hangen.

## Ontvangst en historie
De hier besproken eerste versie van De nachtmerrie werd door Füssli in 1782 geëxposeerd bij de Royal Academy of Arts en trok daar veel aandacht. Een jaar later maakte Thomas Burke een gravure naar hetzelfde thema, die in een voor die tijd grote oplage van 500 exemplaren in Londen werd verspreid en sterk bijdroeg aan de grote bekendheid van Füssli's originele werk.
De ets van Burke ging vergezeld door een kort gedicht van Erasmus Darwin:
| Originele Engelstalige tekst So on his Nightmare through the evening fog Flits the squab Fiend o'er fen, and lake, and bog; Seeks some love-wilder'd maid with sleep oppress'd, Alights, and grinning sits upon her breast. | Nederlandse vertaling Aldus op zijn nachtmerrie, door een mistig avondland Schiet de gedrongen duivel over moeras en ven en drasland, Zoekt een verwilderd-verliefde meid, door slaap overmand, Zet zich greinzend op haar boezem, waarop hij zachtjes is geland. |

Füssli zou het thema van De nachtmerrie later nog meermaals herhalen. Bijzondere bekendheid geniet ook zijn tweede versie uit 1791, thans in het Goethe-Haus in Frankfurt am Main. Andere versies betreffen kopieën van deze beide werken, die hij vooral maakte vanwege het grote succes ervan. Ook andere kunstenaars maakten werken die geïnspireerd waren op Füssli's schilderij, met als meest bekende voorbeeld een versie van Nicolai Abraham Abildgaard uit 1800. Abildgaard voegde een tweede lichaam toe dat de verkrachter van de vrouw moet verbeelden.

## Galerij

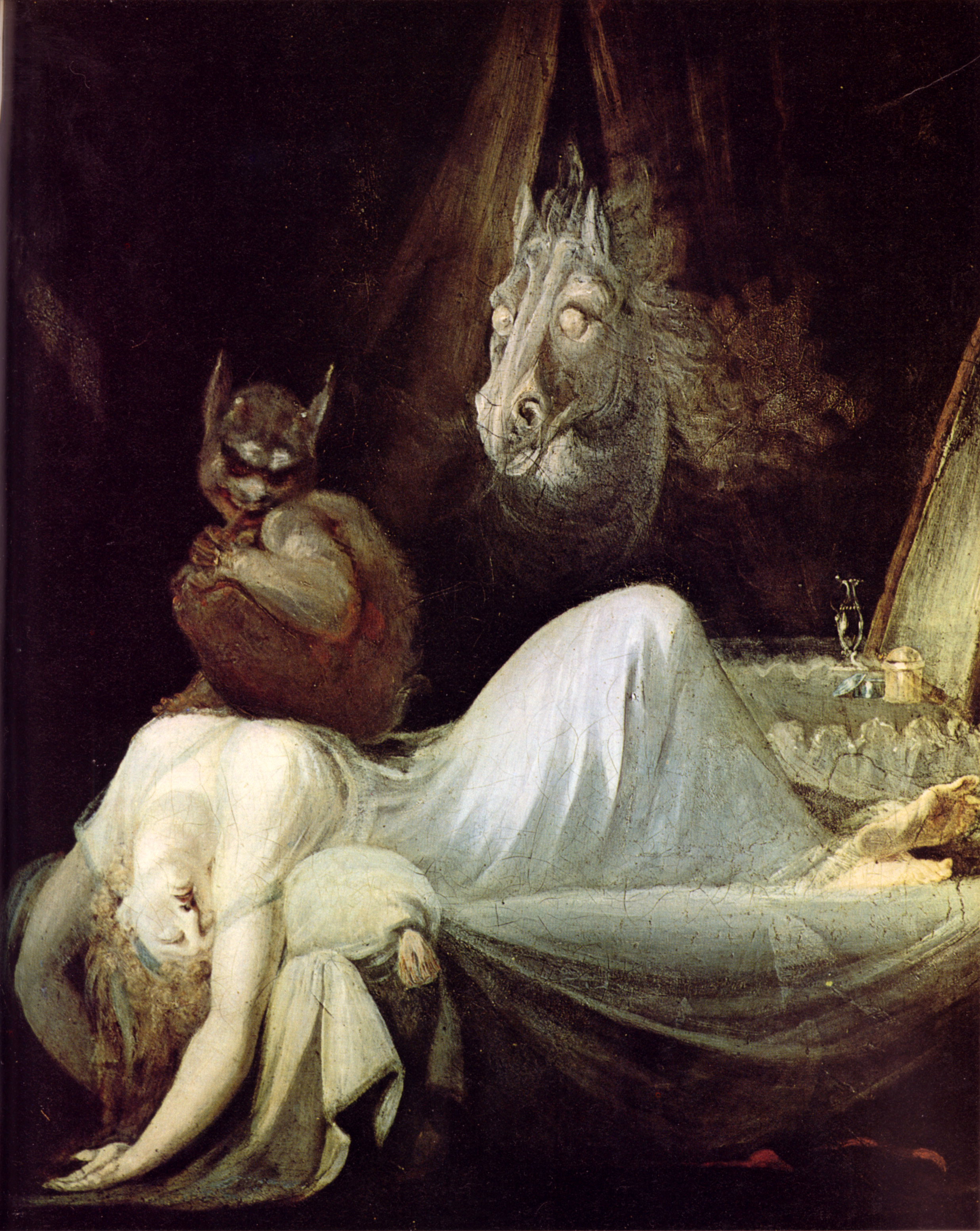
Tweede versie 1802
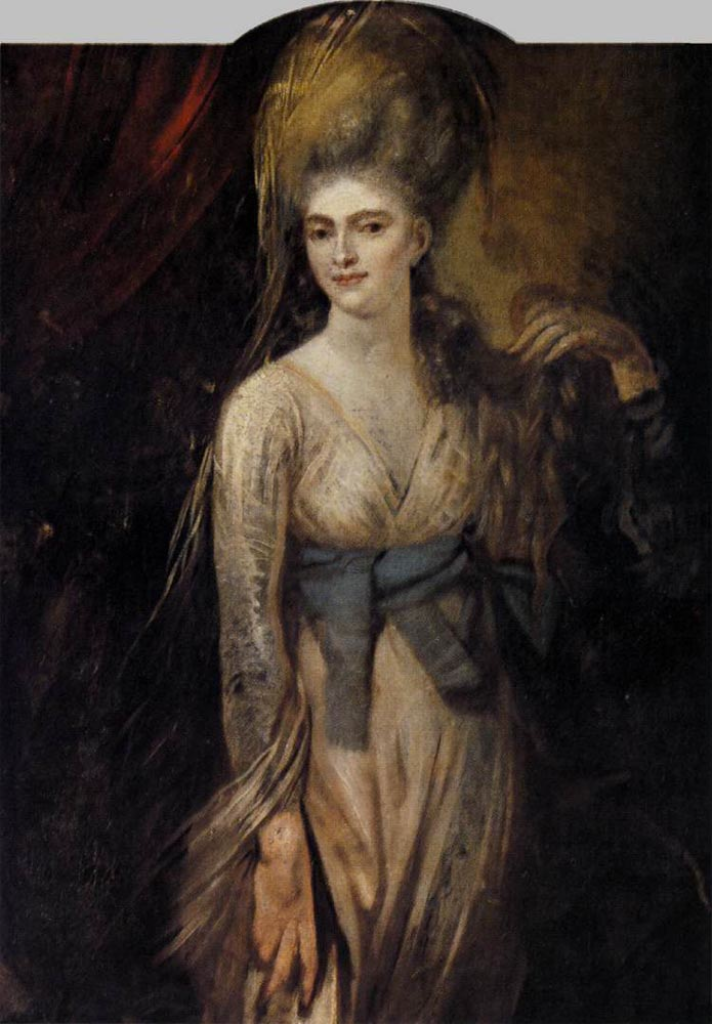
Portret van Anna Landholdt op de achterzijde van het schilderij
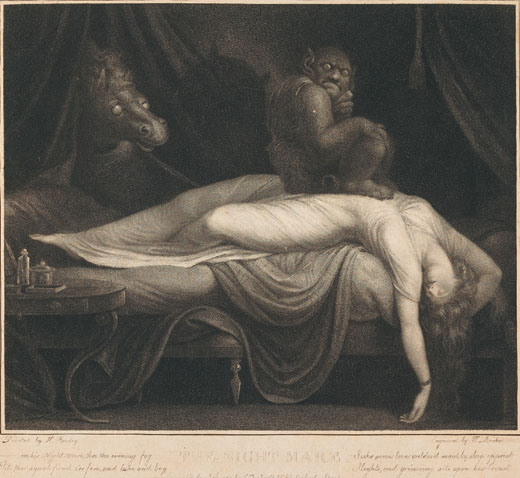
Gravure naar Füssli's werk door Thomas Burke, 1783
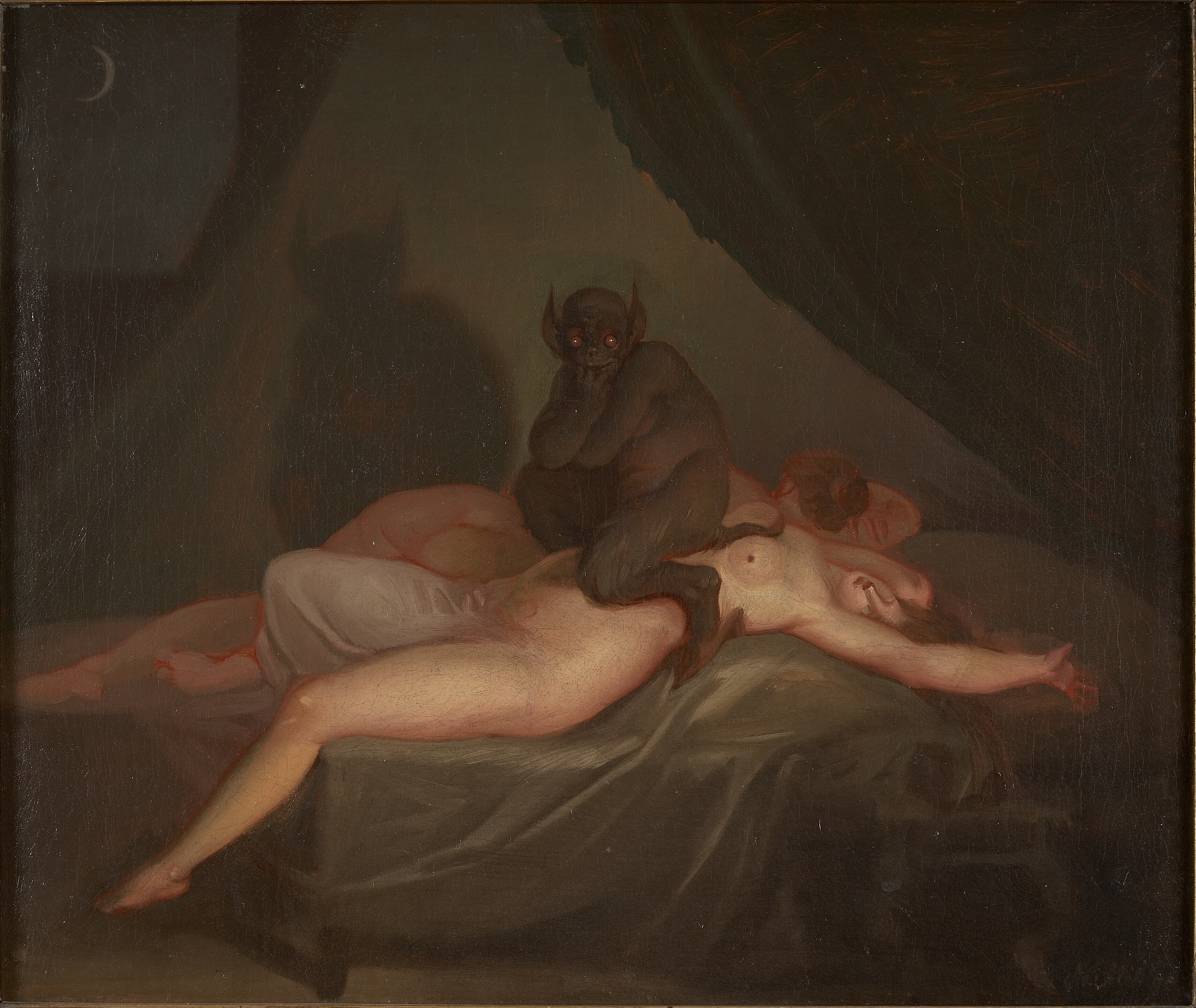
Versie van Abildgaard, 1800